# Guga
Guga (Osasco, 14 juni 1964) is een voormalig Braziliaans voetballer.